# Agustín Olivera
Agustín Olivera Scalabrini (Montevideo, 2 marzo 1992) è un calciatore uruguaiano, centrocampista del Tempio.

## Carriera

### Club

#### Fénix
Cresce nelle giovanili del Fénix, con il quale debutta il 6 ottobre 2013 nella vittoria per 3-0 in trasferta contro il Rentistas. Rimane in Uruguay due stagioni, nelle quali raccoglie 13 presenze.

#### Modena
Nell'agosto 2015 si trasferisce in Italia, al Modena, in Serie B. Esordisce il 6 settembre, nella sconfitta interna per 0-1 con il Vicenza. Il 18 settembre segna il primo gol, decisivo nella vittoria casalinga per 1-0 sulla Ternana. Termina la sua prima esperienza emiliana dopo mezza stagione con 11 apparizioni e 1 rete.

#### Prestito al Catanzaro
Nel mercato di gennaio 2016 passa in prestito in Lega Pro, al Catanzaro, con cui fa il suo esordio il 31 gennaio nell'1-1 sul campo della Juve Stabia. Il 3 aprile mette a segno la prima rete, nel pareggio per 1-1 sul campo del Messina. Chiude il prestito in Calabria con 13 presenze e 2 gol.

#### Ritorno al Modena
Il 1º luglio 2016 ritorna per fine prestito al Modena, appena retrocesso in Lega Pro. Il 10 novembre 2017, dopo l'esclusione dal campionato della squadra emiliana, viene svincolato d'ufficio.

## Statistiche

### Presenze e reti nei club
Statistiche aggiornate al 10 novembre 2017.
| Stagione        | Squadra         | Campionato      | Campionato | Campionato | Coppe nazionali | Coppe nazionali | Coppe nazionali | Coppe continentali | Coppe continentali | Coppe continentali | Altre coppe | Altre coppe | Altre coppe | Totale | Totale | Totale |
| Stagione        | Squadra         | Comp            | Pres       | Reti       | Comp            | Pres            | Reti            | Comp               | Pres               | Reti               | Comp        | Pres        | Reti        | Pres   | Reti   |        |
| --------------- | --------------- | --------------- | ---------- | ---------- | --------------- | --------------- | --------------- | ------------------ | ------------------ | ------------------ | ----------- | ----------- | ----------- | ------ | ------ | ------ |
| 2013-2014       | Fénix           | PDPU            | 12         | 0          | -               | -               | -               | -                  | -                  | -                  | -           | -           | -           | 12     | 0      |        |
| 2014-2015       | Fénix           | PDPU            | 1          | 0          | -               | -               | -               | -                  | -                  | -                  | -           | -           | -           | 1      | 0      |        |
| Totale Fenix    | Totale Fenix    | Totale Fenix    | 13         | 0          | -               | -               | -               | -                  | -                  | -                  | -           | -           | -           | 13     | 0      |        |
| 2015-gen. 2016  | Modena          | B               | 11         | 1          | CI              | 0               | 0               | -                  | -                  | -                  | -           | -           | -           | 11     | 1      |        |
| gen.-giu. 2016  | Catanzaro       | LP              | 13         | 2          | -               | -               | -               | -                  | -                  | -                  | -           | -           | -           | 13     | 2      |        |
| 2016-2017       | Modena          | LP              | 21         | 1          | CI+CILP         | 2+0             | 0+0             | -                  | -                  | -                  | -           | -           | -           | 23     | 1      |        |
| ago.-nov. 2017  | Modena          | C               | -          | -          | CI-C            | 0               | 0               | -                  | -                  | -                  | -           | -           | -           | 0      | 0      |        |
| Totale Modena   | Totale Modena   | Totale Modena   | 32         | 2          | -               | 2               | 0               | -                  | -                  | -                  | -           | -           | -           | 34     | 2      |        |
| Totale carriera | Totale carriera | Totale carriera | 58         | 4          | -               | 2               | 0               | -                  | -                  | -                  | -           | -           | -           | 60     | 4      |        |